# Seeschlacht vor Kap Passero
Sardinien – Kap Passero – Milazzo – Eilean Donan Castle – Glen Shiel – Francavilla – Pensacola – San Sebastián – Vigo und Pontevedra – Kap St. Vincent – Nassau – Villasur-Expedition
Die Seeschlacht vor Kap Passero (teilweise auch Passaro) fand am 11. August 1718 im Rahmen der Quadrupelallianz zwischen einer britischen und spanischen Flotte statt. Sie endete mit der fast gänzlichen Vernichtung der spanischen Flotte. Damit war der offiziell noch nicht erklärte Krieg im Grunde schon zu Gunsten der Alliierten entschieden.

## Vorgeschichte
Der Hintergrund des Kriegs der Quadrupel-Allianz war der spanische Versuch, die durch den Utrechter Frieden an Österreich verlorengegangenen Gebiete in Italien zurückzugewinnen. Vorangetrieben wurde dies durch Kardinal Giulio Alberoni als eigentlichen Leiter der spanischen Politik. Systematisch versuchte er, die Großmachtstellung Spaniens durch wirtschaftliche Reformen, eine Verstärkung der Flotte und der Armee wiederherzustellen. Allerdings gelang es nicht, die Unterstützung von Frankreich und Großbritannien zu gewinnen. Im Gegenteil schlossen diese beiden Staaten 1717 ein Bündnis mit dem Ziel, die Ergebnisse des Friedens von Utrecht zu bewahren.
Eine spanische Expeditionsarmee mit dem angeblichen Ziel, Venedig im Krieg gegen die Osmanen beizustehen, landete auf Sardinien und besetzte die Insel. Sowohl Frankreich als auch die Niederlande und Großbritannien stellten sich auf die Seite von Kaiser Karl VI. und schlossen die Quadrupelallianz. Dabei kam das Bündnis Spanien weit entgegen, um einen Krieg zu verhindern. Darunter war der endgültige Verzicht des Kaisers auf den spanischen Thron, Sekundogenituren in Italien und die Rückgabe Gibraltars.
Die Spanier spielten bei den Verhandlungen auf Zeit. Um Druck auf die spanische Seite auszuüben, wurde eine britische Flotte ins Mittelmeer entsandt. Admiral George Byng hatte die Aufgabe, alle geeigneten Maßnahmen zu ergreifen, um die Konflikte zwischen Österreich und Spanien zu beenden und Feindseligkeiten zu verhindern. Sollte Spanien offensiv vorgehen, war er auch zum Einsatz von Gewalt befugt.
Inzwischen hatten die spanischen Truppen Palermo eingenommen und belagerten Messina, wovon Byng auf Menorca erfuhr. Die britische Flotte segelte nach Neapel. Sie nahm dort zweitausend deutsche Soldaten an Bord, damit diese die Truppen in Messina verstärken konnten. Die britische Flotte segelte Richtung Süden und kam am 9. August in der Straße von Messina an. Byng bot dem spanischen General Waffenstillstandsverhandlungen an, um in der Zwischenzeit den Konflikt durch Verhandlungen zu lösen. Das Angebot wurde jedoch abgelehnt.

## Verlauf
Am 10. August erfuhr Byng, dass sich die spanische Flotte bei Kap Passero befände. Gegen Mittag wurde die gegnerische Flotte gesichtet. Sie lag beigelegt 6 Seemeilen vor der Küste in Schlachtordnung. Neben Linienschiffen verfügte sie über Brander, Bombarden und Galeeren. Sobald die spanische Flotte die Briten bemerkte, versuchte sie in Richtung der offenen See zu entkommen. Die britische Flotte verfolgte den Gegner den ganzen Tag über bis in die Nacht hinein.
Am 11. August lagen sich beide Flotten auf Schussweite gegenüber. Von der spanischen Flotte trennten sich sechs Linienschiffe, die Galeeren, Brander und kleineren Einheiten, um Schutz in einem Hafen zu suchen. Fünf britische Schiffe nahmen die Verfolgung auf. Die Vorhut der britischen Flotte begann gegen 6 Uhr morgens das Gefecht. Kurze Zeit später traf auch das Zentrum unter Byng auf die spanische Hauptmacht. Es kam zu keiner regelrechten Schlacht in Linie, sondern zu zahlreichen Gefechten zwischen einzelnen Schiffen. Gegen Mittag wurde das spanische Flaggschiff San Felipe el Real von zwei britischen Schiffen angegriffen. Dieses wurde von zwei weiteren Schiffen unterstützt. Der Kampf dauerte zwei Stunden, bis das spanische Flaggschiff die Flagge strich. Das britische Flaggschiff Barfleur befand sich im Gefecht mit zwei spanischen Schiffen. Als diese sich zurückziehen wollten, wurden sie von Byng vergeblich bis in die Nacht verfolgt.

## Folgen
Insgesamt wurde ein Großteil der spanischen Flotte erbeutet oder versenkt, während es keine britischen Schiffsverluste gab. Auch die britischen Schiffe, die zu Beginn des Kampfes die kleineren spanischen Schiffe verfolgt hatten, meldete am 18. August die Eroberung oder Versenkung mehrerer Schiffe.
Obwohl der Krieg noch nicht offiziell erklärt worden war, bedeutete dies im Rückblick einen kriegsentscheidenden Sieg. Damit war die für den Krieg neu geschaffene spanische Flotte nachhaltig geschwächt. Die kaiserlichen Truppen konnten in der Folge Sizilien zurückerobern. Im Jahr 1720 musste Spanien Frieden schließen.